# Al-Ashry Steel
Al-Ashry Steel – одна з великих компаній, що діють у галузі чорної металургії Єгипту. 
Компанію заснували у 1983 році з метою торгівлі металопродукцією. З плином часу вона стала розвивати власні виробничі потужності, зокрема:
- у 1990-му в індустріальній зоні «Міста 10 Рамадана» (на північний схід від Каїру) заснували завод поздовжньо-зварних труб (ERW) потужністю 250 тисяч тон на рік;
- у 2010-му в місті Ель-Калубія (північна околиця Каїрської агломерації) заснували завод по роботі з листовою сталлю, який, зокрема, займається поперечною та поздовжньою різкою, випуском гофрованих листів, поздовжньо-зварних труб та іншої продукції. Потужність цього підприємства становить 500 тисяч тон на рік. 
Наступним кроком стало входження у прокатний бізнес. В 2012-му Al-Ashry Steel увійшла в капітал металопрокатного заводу Estar Egypt For Industries (після цього отримав назву Estar Egypt For Industries – Ashry Steel), майданчик якого розташований у індустріальній зоні Міста ім. 6 Жовтня (південно-західні околиці Каїрської агломерації). Унаслідок інвестицій в це підприємство воно досягнуло потужності у 800 тисяч тон на рік.
В 2022-му Al-Ashry Steel стала провідним акціонером електрометалургійного заводу компанії ARCOSTEEL, який випускає спеціальні типи сталей.
Оскільки компанія не має власного виробництва сортової заготовки, вона чутлива до змін на світовому ринку та митної політики уряду.